# Duke Records
Pour les articles homonymes, voir Duke.
Duke Records est un label discographique indépendant américain, anciennement basé à Houston, au Texas, actif entre 1952 et 1973. Il devient en 1953 une filiale de Peacock Records. 

## Histoire
Duke Records est fondé à Memphis, dans le Tennessee, en 1952 par David J. Mattis et Bill Fitzgerald, et produit des disques de blues et de rhythm and blues. Après quelques mois d'existence, Duke s'associe avec le label de Houston, Peacock Records. Don Robey, propriétaire de ce dernier prend le contrôle du label de Memphis en 1953. Le siège du groupe est relocalisé à Houston. 
En 1973, Robey vend l'ensemble du groupe à ABC Dunhill.

## Groupes et artistes
Les groupes et artistes du label sont notamment : Johnny Ace, Bobby Blue Bland, Roscoe Gordon, Junior Parker (Little Junior Parker), James « Thunderbird » Davis, Franckie Lee, Lester Williams, Joe Hinton, et The El Torres.